# Орден аль-Халіфа
Орден шейха Іси бін Салмана аль-Халіфа — державна нагорода Бахрейну, започаткована еміром Ісою II бін Салманом аль-Халіфа. Включає один спеціальний та п'ять звичайних класів.